# 레이베이
러위베이(아이슬란드어: Laufey, 1999년 4월 23일 ~ )는 아이슬란드의 싱어송라이터이다.

## 생애
레이베이는 1999년 4월 23일 아이슬란드의 수도 레이캬비크에서 태어났다. 그녀의 아버지는 아이슬란드인이고 어머니는 광저우 출신의 중국인이다. 그녀의 어머니는 클래식 바이올리니스트이고 그녀의 할아버지인 Lin Yaoji 는 중국 중앙 음악원에서 바이올린 교육자로 일했는데, 레이베이는 이것이 부분적으로 그녀의 음악에 대한 사랑을 고무시켰다고 평가한다. 그녀에게는 바이올리니스트이자 크리에이티브 디렉터로 활동하고 있는 Júnía Lín Jónsdóttir라는 일란성 쌍둥이 자매가 있다. 그녀는 워싱턴 D.C.에서 2년 동안 거주한 후 2008년에 레이캬비크로 돌아와 Álftamýrarskóli에서 공부했다. 레이베이는 4살 때 피아노를 배우기 시작했고, 8살 때 첼로를 배우기 시작했다. 그녀는 레이캬비크 음악대학을 졸업하고 2018년에 성악도 공부했다. 그녀는 레이캬비크와 워싱턴 D.C.를 오가며 베이징을 방문하면서 어린 시절을 보냈다.
15세 때 레이베이는 아이슬란드 심포니 오케스트라와 함께 첼로 솔리스트로 연주했다.아이슬란드에 있는 동안 레이베이는 2014년판 Got Talent의 아이슬란드 버전인 Ísland Got Talent에 참가하여 최종 후보로 올랐다. 다음 해에는 The Voice 아이슬란드에도 출연해 준결승에 진출했다. 당시 그녀는 시리즈 역사상 가장 어린 참가자였다.
레이베이는 2021년 버클리 음악 대학에서 전액 장학금으로 졸업했다. 현재 로스 앤젤레스에 거주하고 있다.

## 음반 목록
- Everything I Know About Love (2022)
- Bewitched (2023)